# Omicidio di Miki Mantakas
L'omicidio di Miki Mantakas, studente universitario e militante del Fronte universitario d'azione nazionale (FUAN), fu commesso a Roma il 28 febbraio 1975. La vittima fu colpita da due proiettili davanti alla sezione del MSI di via Ottaviano nel corso degli scontri avvenuti nelle strade durante il processo agli imputati accusati del rogo di Primavalle.

## Biografia
Studente universitario, nato ad Atene il 13 giugno 1952 e trasferitosi in Italia nel 1969, giovane militante del FUAN da appena due mesi, venne ucciso il 28 febbraio 1975, davanti alla sezione del MSI di via Ottaviano a Roma, in occasione di un assalto alla sezione missina del rione Prati, seguito al processo per il rogo di Primavalle in cui morirono due ragazzi, Stefano e Virgilio Mattei, figli del segretario locale del MSI.
Del suo omicidio furono accusati i militanti di Potere Operaio Alvaro Lojacono e Fabrizio Panzieri.

## Le ore precedenti l'omicidio
La giornata iniziò con un tafferuglio all'ingresso del Palazzo di Giustizia, nel settimo giorno del processo per la strage di Primavalle dove era imputato Achille Lollo, con gli iscritti al MSI che diedero vita a manifestazioni fin dal primo giorno. Gli scontri fra le parti si inasprirono anche per l'arrivo da Primavalle di un corteo della sinistra non autorizzato. I manifestanti si scontrarono subito con la polizia, con altri incidenti anche davanti al tribunale. Tra i manifestanti in prima fila si trovava anche il ventenne Alvaro Lojacono che si scontrò con un avversario politico, da cui venne separato dai carabinieri del maggiore Antonio Varisco, ufficiale responsabile dell'ordine pubblico a Palazzo di Giustizia, che qualche anno dopo verrà assassinato dalle Brigate Rosse.

## Il delitto
All'una, con la sospensione dell'udienza, i manifestanti del corteo antifascista si spostarono verso la sede missina di via Ottaviano 9 per assaltarla. Fabrizio Panzieri e Alvaro Lojacono, appostati alla sinistra del portone, spararono verso l'ingresso del palazzo. 
Mantakas, asserragliato nell'edificio con altri ragazzi, venne fatto uscire dalla portinaia dello stabile da un altro ingresso del palazzo, posto direttamente sulla Piazza del Risorgimento, al civico 24; con un altro coetaneo corse quindi verso lo spigolo dell'edificio per recuperare il controllo dell'ingresso, armato di una cintura stretta in pugno ma, svoltato l'angolo, venne colpito in piena fronte da un colpo calibro 38 sparato da Alvaro Lojacono, giratosi di scatto verso i due militanti missini accorrenti. Mantakas morì dopo due ore di agonia.

## Le ore successive all'omicidio
Panzieri venne fermato subito da un poliziotto, mentre i missini identificarono Lojacono, portando alla perquisizione di casa sua. Nell'appartamento del padre (noto economista, collaboratore dell'Istituto di studi per la programmazione economica), vicino a Campo de' Fiori, una cameriera aprì agli agenti, ma il giovane non era presente.

## I tre gradi del processo Lojacono
In primo grado (nel marzo del 1977) Lojacono viene scagionato dall'accusa di omicidio.
In secondo grado (dibattimento tenuto dal 28 aprile al 31 maggio 1980) la camera di consiglio presieduta da Filippo Mancuso lo condanna a sedici anni di reclusione. Ricorrendo in Cassazione, rimane in libertà e questo gli permette di darsi ancora alla latitanza grazie a coperture familiari e parlamentari. Fuggito prima in Algeria e poi in Svizzera, viene comunque condannato a 17 anni di carcere a Lugano per l'omicidio del giudice Girolamo Tartaglione; ne sconterà nove e ne passerà due in semilibertà, prima di essere liberato; non sconterà però neanche un giorno per l'assassinio di Miki Mantakas, in quanto non viene rinviato a giudizio né viene promossa l'accusa di omicidio.

## Conseguenze
Molti personaggi coinvolti in questo episodio verranno ritrovati in altri fatti di sangue: in primis Lojacono, latitante a Roma per due anni, nel periodo tra l'omicidio Mantakas e l'assoluzione in primo grado, passato prima alle FAC (Formazioni Armate Comuniste) e poi alle Brigate Rosse.
La sezione dell'MSI di via Ottaviano fu ancora al centro di varie vicissitudini che portarono anche alla sua temporanea chiusura, ad esempio dopo l'uccisione del giovane Walter Rossi di Lotta Continua due anni dopo alla Balduina, da parte di elementi di estrema destra.
Il gruppo musicale Amici del Vento dedicò a Mantakas un brano intitolato Nel suo nome. Allo studente fu anche dedicato il nome di una radio privata, Radio Mantakas, con sede a Osimo (AN), nelle Marche.

## Posizioni controverse
A sostegno di Fabrizio Panzieri, condannato a otto anni, tra le altre cose, per concorso morale nell'omicidio Mantakas, tre esponenti della sinistra, Vittorio Foa, Aldo Natoli e Antonio Landolfi, componenti del Comitato per la liberazione di Panzieri, si autodenunciano provocatoriamente. Il comitato era presieduto dal senatore Umberto Terracini, già presidente dell'Assemblea Costituente e firmatario della Costituzione italiana.